# Idaea wittmeri
Idaea wittmeri är en fjärilsart som beskrevs av Edward P. Wiltshire 1982. Idaea wittmeri ingår i släktet Idaea och familjen mätare. Inga underarter finns listade i Catalogue of Life.